# John Travolta Wannabe
John Travolta Wannabe è il secondo EP del gruppo musicale sudcoreano T-ara, pubblicato nel 2011 dall'etichetta discografica Core Contents Media insieme a LOEN Entertainment. L'EP è stato poi ristampato, con il titolo Roly-Poly in Copacabana, il 2 agosto 2011.
"Roly-Poly" è stato adattato in un musical con protagonisti Hyomin, Jiyeon, Soyeon, Kang Min Kyung delle Davichi, Jang Hyejin, Park Hyemim e Lee Jang Woo.

## Il disco
L'8 giugno 2011 fu annunciato il ritorno delle T-ara per luglio con il loro secondo EP. La title track fu composta da Shinsadong Tiger e Choi Gyu Sung, già autori di precedenti brani del gruppo. Il nome dell'EP prende spunto dal film La febbre del sabato sera con John Travolta: il gruppo si avvicinò a questo stile dopo aver visto il film. Il 24 giugno, la Core Contents Media diffuse il video teaser della title track "Roly-Poly". Il video musicale venne pubblicato tre giorni prima del previsto, per via della richiesta dei fan. Il 4 luglio fu pubblicato il video in versione drama di dodici minuti. Ad agosto 2011, "Roly-Poly" diventò la Canzone dell'Anno con il più alto incasso finora di oltre 2 milioni di USD di vendite e 4 680 253 download.
Il 1º agosto, la Core Contents Media annunciò la ristampa dell'EP con il titolo Roly-Poly in Copacabana, limitata a solo 10 000 copie. La ristampa contiene un remix Eurodance di "Roly-Poly", intitolato "Roly-Poly in Copacabana", chiamato così per il famoso disco club negli anni 1980. La canzone e la ristampa furono pubblicati il 2 agosto, mentre il video musicale il giorno successivo. La pubblicazione del brano fu anticipata di un'ora per via della richiesta dei fan.

## Tracce
1. Roly-Poly – 3:34 (Shinsadong Tiger, Choi Gyu Sung)
2. I Really Really Like You (진짜 진짜 좋아해) – 3:27 (Nang-ee, Beom-ee)
3. Yayaya (Remix ver.) – 3:33 (E-Tribe)
4. Why Are You Being Like This (왜 이러니) (Remix ver.) – 3:49 (testo: Lee Eun Jin (Yangpa) – musica: Kim Do Hoon, Lee Sang Ho)
5. Ma Boo (Remix ver.) – 3:29 (testo: Kim Do Hoon, Rhymer – musica: Kim Do Hoon)
6. I Don't Know (몰라요) (Remix ver.) – 3:47 (Shinsadong Tiger, Choi Gyu Sung)
7. It's Okay (괜찮아요) (Remix ver.) – 3:59 (Choi Gyu Sung)

Tracce della ristampa, Roly-Poly in Copacabana:
1. Roly-Poly in Copacabana (Roly-Poly in 코파카바나) – 3:29 (Shinsadong Tiger, Choi Gyu Sung)
2. Roly-Poly – 3:34
3. I Really Really Like You (진짜 진짜 좋아해) – 3:27
4. Yayaya (Remix ver.) – 3:33
5. Why Are You Being Like This (왜 이러니) (Remix ver.) – 3:49
6. Ma Boo (Remix ver.) – 3:29
7. I Don't Know (몰라요) (Remix ver.) – 3:47
8. It's Okay (괜찮아요) (Remix ver.) – 3:59

## Formazione
- Boram – voce, rapper
- Qri – voce
- Soyeon – voce
- Eunjung – voce, rapper
- Hyomin – voce, rapper
- Jiyeon – voce
- Hwayoung – rapper

## Classifiche
| Classifica (2011) | Posizione massima |
| ----------------- | ----------------- |
| Corea del Sud     | 3                 |